# Woody Shaw
Woody Shaw, geboren als Woody Brown (Laurinburg, 24 december 1944 - New York, 10 mei 1989), was een Amerikaanse jazztrompettist.

## Voorgeschiedenis
Shaw was de zoon van de gospelzanger Woody Brown sr. en groeide op in Newark, waar hij op 11-jarige leeftijd trompet ging studeren aan de Arts High School bij Jerome Ziering. Hij was toentertijd sterk onder de indruk van de trompettist Clifford Brown, wiens spel hij had meegemaakt. Verder waren voor hem Dizzy Gillespie, Fats Navarro, Miles Davis, Kenny Dorham en Lee Morgan van betekenis. Op 16-jarige leeftijd verliet hij de highschool.

## Carrière
In 1963 werkte hij samen met Chick Corea, met Willie Bobo en Eric Dolphy. Dolphy inviteerde hem voor het navolgende jaar voor een reis naar Parijs, maar overleed kort voor deze termijn. Shaw maakte de reis alleen en trad in Parijs en Duitsland op met Kenny Clarke, Bud Powell, Johnny Griffin, Art Taylor en Nathan Davis.
Van 1965 tot 1966 was hij lid van het kwintet van Horace Silver. Tijdens de opvolgende jaren speelde hij opnamen met Chick Corea, Jackie McLean (Demon's Dance, 1967), Booker Ervin, McCoy Tyner en Andrew Hill. Van 1968 en 1969 werkte hij met Max Roach. Na de samenwerking met Pharoah Sanders, Hank Mobley, Gary Bartz, Archie Shepp en Joe Henderson had hij tussen 1971 en 1973 een verbintenis bij Art Blakey en de Jazz Messengers, waarmee hij drie albums opnam. In 1972 en 1978 speelde Shaw in The George Gruntz Concert Jazz Band. 
Daarna ging hij naar San Francisco, waar hij met Bobby Hutcherson een band leidde en twee albums opnam. In 1975 keerde hij terug naar New York, waar hij ging spelen in het Louis Hayes-Junior Cook Quintet. In 1976 werkte hij mee aan het debuutalbum Black Renaissance van Harry Whitaker. Sinds 1978 werden bij Columbia Records enkele van zijn belangrijkste albums uitgebracht. Hij werkte toentertijd samen met Carter Jefferson, Onaje Allan Gumbs, Stafford James en Victor Lewis. Van 1980 tot 1983 waren Mulgrew Miller, Steve Turré, Stafford James en Tony Reedus leden van zijn kwintet. In 1986 formeerde hij een nieuw kwintet met Larry Willis, David Williams en Terri Lyne Carrington.
Daarnaast werkte hij met Kenny Garrett, Freddie Hubbard, Mal Waldron, Tone Janša en Dexter Gordon en ondernam tournees door Egypte, India en het Midden-Oosten.
In 2012 richtte de in Wenen woonachtige Duitse trombonist Johannes Herrlich het Woody Shaw Project op om samen met Daniel Nösig (trompet), Oliver Kent (piano), Joe Abentung (basgitaar) en Mario Gonzi (drums) bij concerten in het Weense Jazland het huidige jazzpubliek aan de stijlvormende instrumentalist en componist te herinneren.

## Privéleven en overlijden
Zijn laatste jaren werden overschaduwd door ziekte. Tijdens een metro-ongeluk verloor hij een arm. Tien weken later, op 10 mei 1989 op 44-jarige leeftijd, overleed hij aan nierfalen.

## Discografie
- 1972: Song of Songs (OJC, 1972) met Bennie Maupin, George Cables
- 1974: The Moontrane (Muse, 1974) met Azar Lawrence, Cecil McBee, Buster Williams
- 1974, 1987: Solid (Camden, 1974–1987) met Kenny Garrett, Kenny Barron, Kirk Lightsey, Peter Leitch
- 1977: Rosewood (Columbia, 1977) met Steve Turre, Joe Henderson, Victor Lewis
- 1982: Lotus Flower (Enja) met Steve Turre, Mulgrew Miller, Tony Reedus
- 2017: At Onkel Pö’s Carnegie Hall/Hamburg '82 (Jazzline) met Steve Turre, Mulgrew Miller, Stafford James, Tony Reedus
- 1983: Night Music (Elektra) met Steve Turre, Mulgrew Miller, Stafford James, Tony Reedus; gastartiest: Bobby Hutchersen
- 1986: Bemsha Swing Live (Blue Note Records) met Geri Allen, Robert Hurst

### Compilatie
- 1992: The Complete CBS Studio Recordings of Woody Shaw − (1977–1981) − (Mosaic Records) − 4 lp's of 3 cd's met Joe Henderson, Frank Wess, Carter Jefferson, Steve Turré, Onaje Allan Gumbs, Clint Houston, Victor Lewis, Charles Sullivan, James Spaulding, Curtis Fuller, Buster Williams, George Cables, Gary Bartz, Larry Willis, Stafford James, Mulgrew Miller, Tony Reedus

- Bibsys: 3094999
- Biblioteca Nacional de España: XX1120749
- Bibliothèque nationale de France: cb13899719b (data)
- CiNii: DA16492006
- Gemeinsame Normdatei: 134520858
- International Standard Name Identifier: 0000 0001 0906 202X
- Library of Congress Control Number: n82099721
- MusicBrainz: 5cdab4ea-500b-4bcf-a5fc-92e8eb2b6ad6
- Nationale Bibliotheek van Israël: 987007319514705171
- Nederlandse Thesaurus van Auteursnamen: 074225677
- Réseau des bibliothèques de Suisse occidentale: 02-A003826428
- Istituto Centrale per il Catalogo Unico: LO1V173324
- SNAC: w63279s4
- Système universitaire de documentation: 146203674
- Virtual International Authority File: 59270872
- WorldCat: E39PBJghjJrBDqCb3gYXWvCCwC